# Campylocera brevicornis
Campylocera brevicornis är en tvåvingeart som beskrevs av Friedrich Georg Hendel 1908. Campylocera brevicornis ingår i släktet Campylocera och familjen Pyrgotidae. Inga underarter finns listade i Catalogue of Life.